# Daphni (fonds d'investissement)
Pour les articles homonymes, voir Daphni.
Daphni est un gestionnaire de fonds de capital-risque fondé en 2015 par Marie Ekeland, Pierre-Eric Leibovici, Pierre-Yves Meerschman, Willy Braun et Mathieu Daix. Il investit dans des start-ups tech européennes à forte ambition internationale au moyen de trois véhicules d’investissements, Daphni Purple, Dastore, et Daphni Yellow.

## Histoire
Daphni est co-fondé en 2015 par Marie Ekeland, Pierre-Eric Leibovici, Pierre-Yves Meerschman, Willy Braun et Mathieu Daix.
En 2016, Daphni lance un premier véhicule d’investissement, sous le nom de « Daphni Purple », doté de 170 millions d’euros levés auprès d’investisseurs individuels, d'investisseurs institutionnels comme Bpifrance, le Fonds européen d'investissement, Crédit mutuel Arkéa, Swen Capital Partners et de grandes sociétés telles que Darty, Fnac et Société Générale,.
Entre 2016 et 2020, Daphni investit au capital d'une trentaine de startups européennes telles que Agricool, Back Market, Holberton School, Cozycozy, Less, Lifen, Memo Bank ou encore Shine,.
En 2019, Marie Ekeland, Willy Braun et Mathieu Daix quittent daphni pour se consacrer à d’autres projets d’investissement, tout en continuant d’accompagner les startups de Daphni purple, premier portefeuille du fonds,. Marie Ekeland fonde 2050 pour financer des startups à impact et Willy Braun fonde avec Galion.exe, un fonds d'amorçage, avec la communauté d'entrepreneurs TheGalionProject et Kevin Kuipers.
En 2019, Daphni devient signataire de la charte Sista, qui vise à favoriser la mixité dans le numérique et l’égalité dans l’entrepreneuriat.
La même année, la société de gestion annonce son rapprochement avec la société Jaïna Capital SAS, fondée en 2010 par Marc Simoncini, avec son associé Charles-Henry Tranié. Les deux équipes fusionnent pour lancer au mois de septembre 2020 un nouveau véhicule d’investissement, « Daphni Yellow », visant une taille de 150 millions d’euros,. Un premier tour de table réunissant des entreprises et institutionnels tels qu’Accor, Bouygues, le Groupe SEB, Bpifrance, Arkéa, la Macif ainsi que des investisseurs individuels, permet à Daphni d'atteindre 350 millions d'euros sous gestion en septembre 2020,.
En 2021, Daphni lance des fonds visant une population d’entrepreneurs bénéficiant du régime 150 O B Ter[Quoi ?] et souhaitant investir dans l’écosystème de la tech.
En avril 2022, Daphni et Carrefour s’associent pour lancer “Dastore”, un fonds dédié au retail. Ce véhicule de capital-investissement, d’une valeur de 80 millions d’euros, vise à accompagner les startups en France et à l’international dans le secteur du digital retail,. Le portefeuille de Dastore est aujourd’hui constitué de plusieurs sociétés, notamment Badge, Captain Cause, Dema, Emperia, Ida, Subscrify, Stockly, Underdog, Voltfang, Waysia.
En 2024, Daphni lance Rainbow, un fonds de dotation qui vise à soutenir des organisations actives dans le domaine de l'inclusion sociale.

## Portefeuille d'investissements
Les portefeuilles de Daphni constitués depuis 2016 de sociétés qui ont un impact positif d’un point de vue sociétal ou environnemental ainsi que de sociétés deeptech comptent une soixantaine de sociétés.
Certaines participations ont été cédées dont la société Context, rachetée par Integral Ad Science, Foxintellingence acquise par Nielsen, Holberton School reprise par African Leadership Group, et Shine cédée au groupe Société Générale.